# 無言的山丘
《無言的山丘》刻劃出日治時期台灣人過著屈辱生活的電影作品。礦工阿屘（黃品源飾）愛上了雛妓富美子（陳仙梅飾），譜寫愛莫能助的戀曲，因而稱為「無言」的山丘。
導演王童運用近代台灣歷史細膩描述台灣人遭遇，為「台灣近代三部曲」之第三部曲（另兩部為《稻草人》及《香蕉天堂》）。
另外，因本片在金瓜石礦場實地拍攝，再度喚起緬懷昔年台灣金都的盛況，亦吸引國外觀光客前來欣賞山城獨特的採礦遺跡與四季景色。

## 概述
故事劇情描寫金瓜石金礦遭到日本的強勢逼壓下，突顯當時台灣最底層勞工的辛酸與痛苦，隱喻日治時期台灣人過著屈辱的生活環境。整個舞臺環繞在臺北縣瑞芳鎮取景，重現昔日金都的輝煌影像，藉由靜默無言的山丘，勾勒出台灣被迫成為日本殖民地的無奈。

## 劇情簡介
阿助和阿屘是憨厚的佃農子弟，為籌措父母的喪葬費用，只好賣身於地主不合理的長工契約中。某天，倆兄弟決定逃到金瓜石加入開採金礦的行列，希望挖掘出閃閃發亮的黃金，買一塊屬於自己的田地。
倆兄弟隨著淘金的人潮來到金瓜石，投租在寡婦阿柔的簡陋屋子裏。雖然，金瓜石的產金量豐富，但礦工所能分得的酬勞相當有限，礦場主日本人們還想盡辦法防止礦工夾帶金子出坑。阿柔是位有剋夫運的可憐女人，六年間先後剋死兩位礦工的丈夫，只好認命地帶著小孩生活在這座山城裏，為撫養小孩什麼樣的工作都做。最初，憨直的阿助從看不慣阿柔的生存方式，到無奈中漸漸體諒她生命的真誠，兩人的感情悄悄萌芽。
弟弟阿屘愛上了雛妓富美子，一心一意希望能為她贖回自由身，但卻無能為力。
一夜，採礦工們鋌而走險，瞞著日本人去礦坑偷金礦，炸藥安置完成即將引爆之際，卻被日本人發現，語言不通的情況下，眾人來不及逃生而被山岩壓死，連阿助亦因此而身亡，只有阿屘倖存。
此刻，阿柔欲哭無淚，惟有離開這個無言的山丘。最後，自我放逐的阿屘與病入膏肓的富美子在黃花坡相遇，景物依舊，但人事已非……

## 人物角色
| 角色名稱   | 演員   | 備註 |
| ---------- | ------ | --- |
| 阿 助      | 澎恰恰 | 阿屘的哥哥 原為簽5年的長工、逃到金瓜石做礦工 對寡婦阿柔有互有好感                                                   |
| 阿 屘      | 黃品源 | 阿助的弟弟 原為簽5年的長工、逃到金瓜石做礦工 喜歡萬里香的富美子                                                     |
| 阿 柔      | 楊貴媚 | 寡婦 前兩任丈夫分別名為：天才、聰富，均死於礦坑 臭鼻仔等孩子之母 阿助阿屘兄弟之房東，平常在家接客(一角代價)貼補家用 |
| 媽媽桑     | 文 英  | 萬里香老鴇 |
| 富美子     | 陳仙梅 | 先為萬里香女佣，後為雛妓 琉球人                                                                                     |
| 紅目仔     | 任長彬 | 萬里香雜工 父親為日本人,台日混血，通曉日語 喜歡富美子                                                               |
| 憨 溪      | 陳博正 | 礦工 福州人 妻子名春琴                                                                                              |
| 土公成     | 張 龍  | 礦工 識字、代憨溪寫家書 長年看不慣日本人態度，最終因反抗日本警察被槍殺而死                                          |
| 阿餅伯     | 矮仔塗 | 賣麵茶者 |
| 柴 田      | 篠崎功 | 日本礦長，因對將富美子許配給紅目仔一事不守信用而被紅目仔殺死。                                                      |
| 阿 英      | 陸筱琳 | 萬里香肺病老妓 |
| 阿 婆      | 白明華 | 阿柔鄰居 |
| 賣魚販     | 許傑輝 | 賣魚的老闆，曾用四條魚和阿柔性交易                                                                                  |
|            | 武拉運 | 片頭說金蟾蜍故事者                                                                                                  |
|            | 方 龍  | |
| 嫖 客      | 林偕文 | 強要生病的富美子接客者                                                                                              |
| 萬里香老闆 | 上官鳴 | |
|            | 章永華 | 礦工 |
|            | 蔣青峰 | 打鐵師父 |

## 獎項
| - 第29屆金馬獎 - 「最佳女主角獎」：楊貴媚 - 「最佳男配角獎」：任長彬 - 「最佳女配角獎」：文英、陳仙梅 - 「最佳攝影獎」：楊渭漢、王盛 - 「最佳錄音獎」：忻江盛、楊靜安 | - 第29屆金馬獎 - 「最佳劇情片獎」 - 「最佳導演獎」：王童 - 「最佳原著劇本獎」：吳念真 - 「最佳美術設計獎」：李富雄 - 「最佳造型設計獎」：李富雄 - 「觀眾票選最佳影片」 - 亞太影展 - 「最佳劇本獎」：吳念真 - 「最佳美術設計獎」：李富雄 - 新加坡影展 - 「最佳女主角獎」：楊貴媚 - 「評審團特別獎」 - 上海影展 - 「最佳影片獎」 - 中時晚報電影獎 - 「評審團大獎」 |

## 備註
1. ↑  香港電影票房 1994 〔華語電影〕 （页面存档备份，存于），〈香港電影票房全紀錄〉
2. ↑  . 台灣電影資料庫.   [2014-08-11]. （原始内容存档于2012-07-07） （中文（臺灣））.
3. ↑  . 香港影庫.   [2014-08-11]. （原始内容存档于2020-10-21） （中文（香港））.
4. ↑  . 《大紀元時報》. 2005-09-28  [2014-08-11]. （原始内容存档于2007-09-29） （中文）.

## 外部連結
- 開眼電影網上《無言的山丘》的資料（繁體中文）
- 香港影庫上《無言的山丘》的資料（繁體中文）
- 豆瓣电影上《無言的山丘》的資料 （简体中文）
- 时光网上《無言的山丘》的資料（简体中文）
- AllMovie上《無言的山丘》的资料（英文）
- 爛番茄上《無言的山丘》的資料（英文）
- 互联网电影数据库（IMDb）上《無言的山丘》的资料（英文）